# Rutger Staël von Holstein (1430-1505)

Wapen Staël von Holstein

Rutger Staël von Holstein (1430-1505) was heer van Loburg. Hij was een zoon van Koenraad I Staël von Holstein (1385-1445), heer van Loburg en ridder in 1428, en Margaretha (Grete) von Ketteler (1395-1455).
Rond 1430 trouwde hij met Agnes von Schade. Zij was een dochter van Otto von Schade (ca. 1400-) en NN Valcke (ca. 1405-). Uit zijn huwelijk zijn de volgende kinderen geboren:
- Koenraad II Staël von Holstein / Cord Staël von Holstein, heer van Loburg (ca. 1450 - na 1503). Hij trouwde in 1493 met Kunegunde von Droste (1470 - na 1503). Zij was een dochter van Alexander von Droste, heer van Senden, en Elske von Galen.
- Wilbrand Staël von Holstein (ca. 1452 - 19 juni 1519).
- Rutger Staël von Holstein (ca. 1455 - na 1493)
- Anna Staël von Holstein (1458 - na 1506). Zij trouwde op 28 maart 1484 met Johan Korff-Harkotten (ca. 1455-1520), heer van Harkotten. Hij was een zoon van Hermann III Korff zu Harkotten (ca. 1410-), heer van Harkotten, en Agnes von Bevern.

Wapen Kettler / von Ketteler
Wapen von Schade
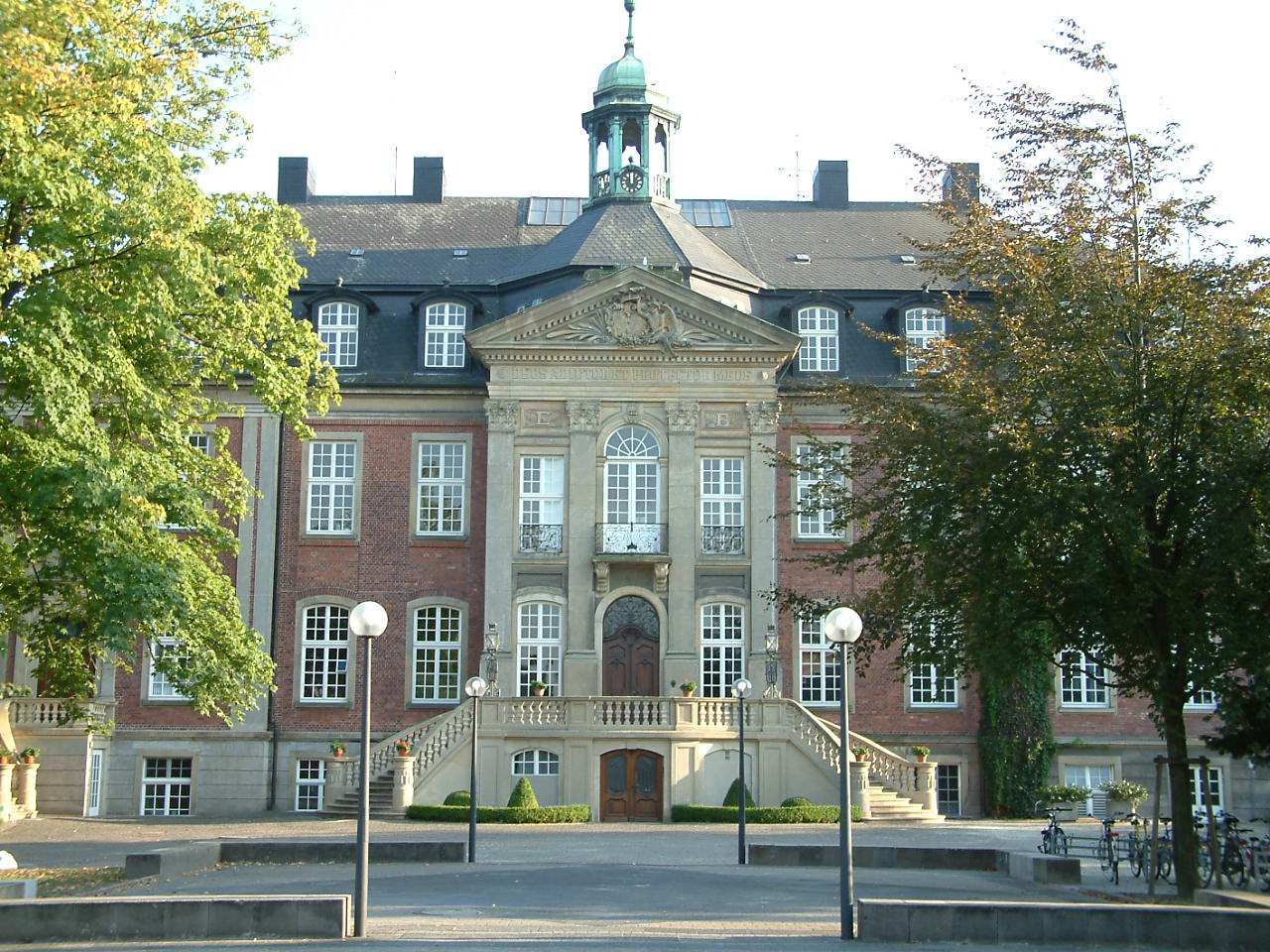
Slot Loburg bij Ostbevern